# Věra Heřmanská
Věra Heřmanská (8. srpna 1926 Praha – 31. srpna 2002 Praha) byla česká malířka a grafička.

## Životopis
Věra se narodila 8. srpna 1926 v Praze. V letech 1945 – 1951 studovala na Vysoké škole uměleckoprůmyslové v Praze. Absolvovala v ateliéru Emila Filly a Františka Muziky. Společně se spolužáky z VŠUP vytvořili uměleckou skupinu Trasa, která se snažila vystupovat proti „direktivnímu“ ovlivňování umělecké tvorby. Jejich vzorem byl mimo jiné malíř Fernand Léger, využívající obrysové linie a pevné tvary. Členové skupiny nechtěli přijmout socialistický realismus, který byl prezentován jako jediný způsob akceptovatelný pro tvorbu té doby. Heřmanská s kolegy vycházela spíše z tendencí poválečného neorealismu. V červnu roku 1957 se účastnila první výstavy skupiny, ještě pod názvem Trasa 54, založené v roce 1954. V listopadu roku 1957 společně s bývalými spolužáky a kolegy vystavovala již pod názvem Trasa v Galérii Mladých. Program skupiny vyjádřil v katalogu výstavy Arsén Pohribný jako syntézu konstruktivismu a expresivnosti, kde zátiší pro ně byla vyjádřením estetického řádu každodenní reality. Na výstavě „Umění mladých výtvarníků Československa 1958“ v roce 1958 v Brně se Heřmanská prezentovala obrazy Lavice (tempera), Košík a sklenice (kresba), Houby (kolorovaný monotyp) a Citróny (kolorovaný monotyp). Se skupinou Trasa vystavovala v letech 1957 až 1969. Po revoluci se znovu připojila v letech 1991 a 2002.
Ve své tvorbě využívala geometrickou interpretaci. S použitím silných kontur tvořila svá zátiší s důrazem na detaily, v souladu s programem umělecké skupiny Radar. Vystavovat se skupinou chtěla již v roce 1967, ale absolvovala pouze výběrovou výstavu v galerii Československého spisovatele Poezie města. Se členy Radaru vystavovala až v roce 1971, po ukončení činnosti umělecké skupiny. Ale i tak byla zařazena jako členka do monografické knihy Radar od Václava Formánka. Kniha byla vydána v roce 1971 v nakladatelství Odeon a představuje jedinou práci, popisující existenci této skupiny.
Věra Heřmanská byla členkou Jednoty umělců výtvarných (JUV). Její díla je možno v 21. století objevit mimo jiné v aukční síni Galerie Vltavín v Praze. Také na skupinové výstavě Stopa, kterou uspořádala JUV v roce 2020 (Galerie Nová síň, Praha) nebo ve stejném roce na výstavě Srdce velkoměsta II v Galerii středočeského kraje, která prezentovala tvorbu umělců z období od čtyřicátých let dvacátého století až do začátku jednadvacátého století.

### Skupinové výstavy
- 1959 – Galerie Cypriána Majerníka, Bratislava
- 1960 – Výzkumný ústav zvukové, obrazové a reprodukční techniky, Praha
- 1961 – První pražský festival mladé grafiky, Uměleckoprůmyslové museum, Praha
- 1961 – Realizace, Galerie Václava Špály, Praha
- 1961 – Zátiší, Alšova síň Umělecké besedy, Praha
- 1961 – Tvůrčí skupina Trasa, Galerie Československý spisovatel, Praha
- 1962 – Nejmenší kresby za nejnižší ceny, Malá galerie Československého spisovatele, Praha
- 1962 – Umění a domov, Krajské vlastivědné muzeum, Olomouc
- 1964 – Galerie Václava Špály, Praha
- 1965 – Intergrafik 65, Neue Nationalgalerie, Berlín
- 1966 – Výtvarné antiteze, Galerie bratří Čapků, Praha
- 1967 – Poezie města, Malá galerie Československého spisovatele, Brno
- 1967 – První pražský salon, Bruselský pavilon, Praha
- 1967 – Galerie Československý spisovatel, Praha
- 1969 – Druhý pražský salón obrazů, soch a grafik, Dům U Hybernů, Praha
- 1971 – 25 malířů, sochařů a grafiků z Prahy, Galerie umění Karlovy Vary
- 1988 – Salón pražských výtvarných umělců '88, Park kultury a oddechu Julia Fučíka, Praha
- 1989 – Současná česká grafika, Mánes, Praha
- 1994 – Galerie Vltavín, Masarykovo nábřeží, Praha
- 2008 – Fillovi žáci, Zámecká galerie (Galerie kladenského zámku), Kladno[8]